# Benito Juárez (Mixquiahuala de Juárez)
Benito Juárez es una localidad de México, localizada en el municipio de Mixquiahuala de Juárez en el estado de Hidalgo.

## Geografía
Se encuentra en la región geográfica del Valle del Mezquital; a la localidad le corresponden las coordenadas geográficas 20° 17’ 41.753” de latitud norte y 99° 08’ 48.642” de longitud oeste, con una altitud de 2060 m s. n. m. Cuenta con un clima semiseco templado.
En cuanto a fisiografía se encuentra en la provincia de la Eje Neovolcánico, dentro de la subprovincia de Sierras y Llanuras de Querétaro e Hidalgo; su terreno es de sierra. En lo que respecta a la hidrología se encuentra posicionado en la región del Pánuco, dentro de la cuenca el río Moctezuma, y en la subcuenca del río Tula.

## Demografía
En 2020 registró una población de 896 personas, lo que corresponde al 1.90 % de la población municipal. De los cuales 451 son hombres y 445 son mujeres.
| Gráfica de evolución demográfica de Benito Juárez entre 1940 y 2020 |
|                                                                     |
| Población registrada por los censos y conteos del INEGI.            |